# Maison de Fer (Dampierre-en-Yvelines)
La Maison de Fer est située rue Pierreuse, sur le plateau au-dessus du village de Dampierre-en-Yvelines dans le département des Yvelines en France.

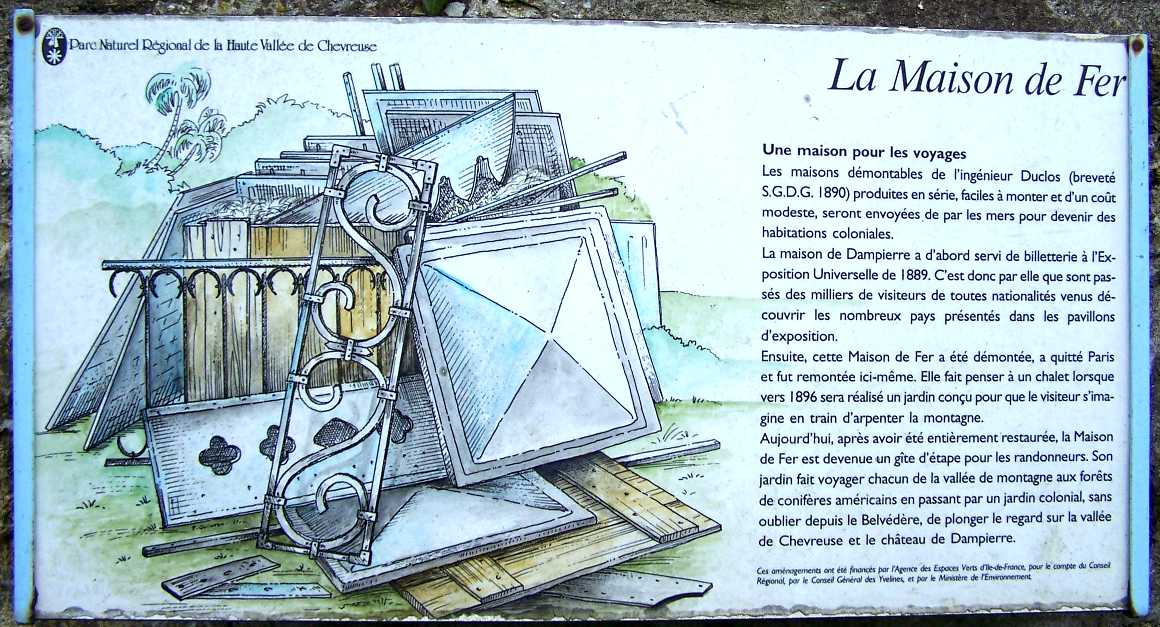
Panneau d'information à l'entrée de la Maison de Fer

## Histoire
La conception de cette Maison de Fer revient à l'ingénieur Bibiano Duclos. Réalisée à la fin du XIXe siècle et présentée à l'Exposition universelle de 1889 à Paris, elle était entièrement démontable, illustrant les avancées technologiques de l'époque et la volonté de construire des maisons légères, transportables et à coût modeste. Elles seront exportées en nombre pour devenir des habitations coloniales.
Le modèle exposé à Dampierre est celui qui servit de local pour la billetterie de l'exposition.
Après l'exposition, elle fut installée dans une propriété qui surplombe les vallées de l'Yvette et du ru des Vaux de Cernay. Cet emplacement fait une grande place à la notion de paysage, chère au parc qui l'entoure, typique des aspirations paysagistes du XIXe siècle, évoque une ambiance où se mêlent exotisme et romantisme avec une flore « d'outremer » comme un cèdre et des cactées ainsi qu'une grotte.
Rachetée en 1986 par le parc naturel régional Haute Vallée de Chevreuse et entièrement restaurée, la Maison de Fer a été aménagée en gîte d'étape pour les randonneurs du GR 11.
La maison est partiellement inscrite au titre des monuments historiques par arrêté du 26 novembre 2021.

## Galerie

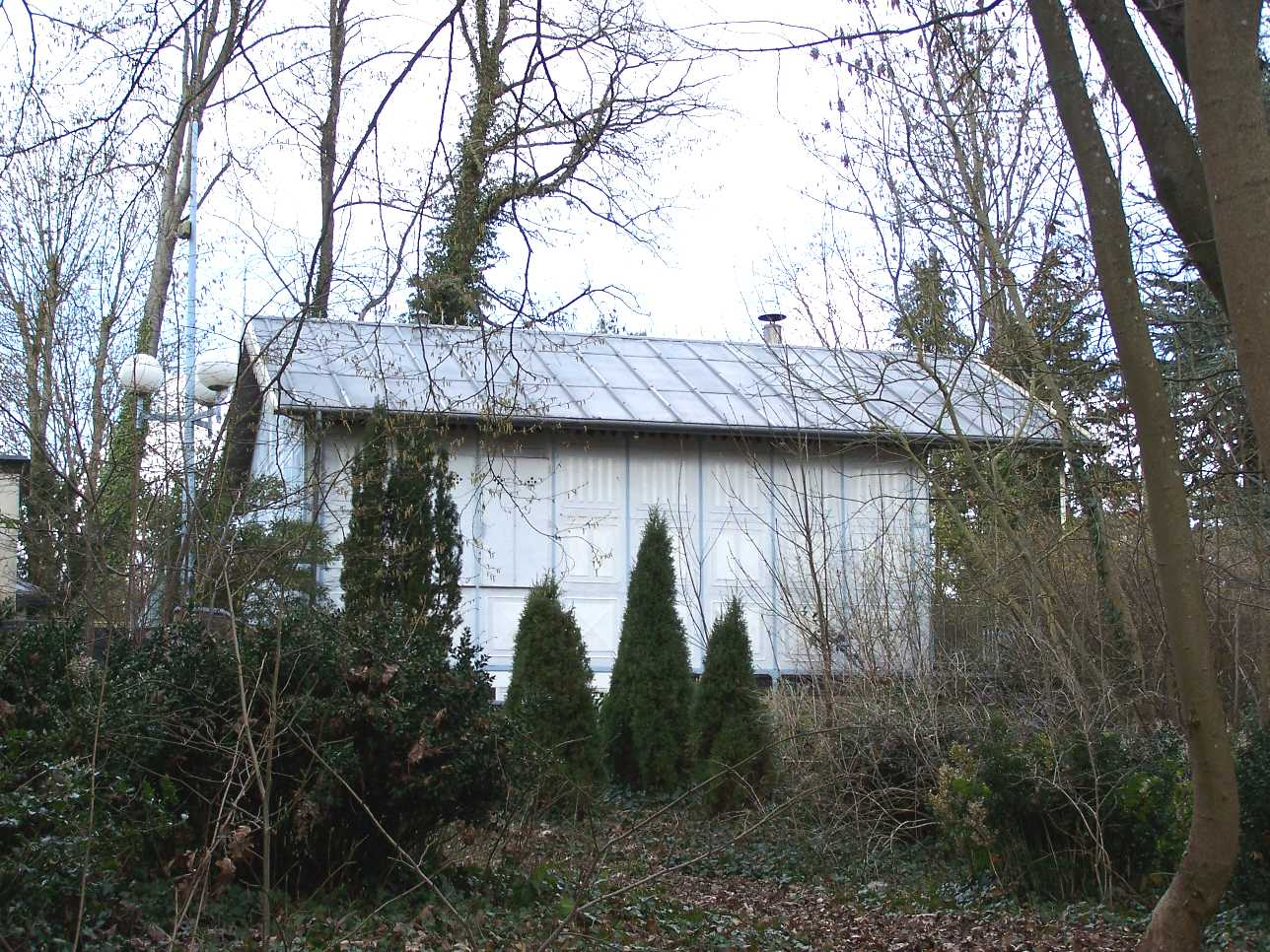
Vue latérale
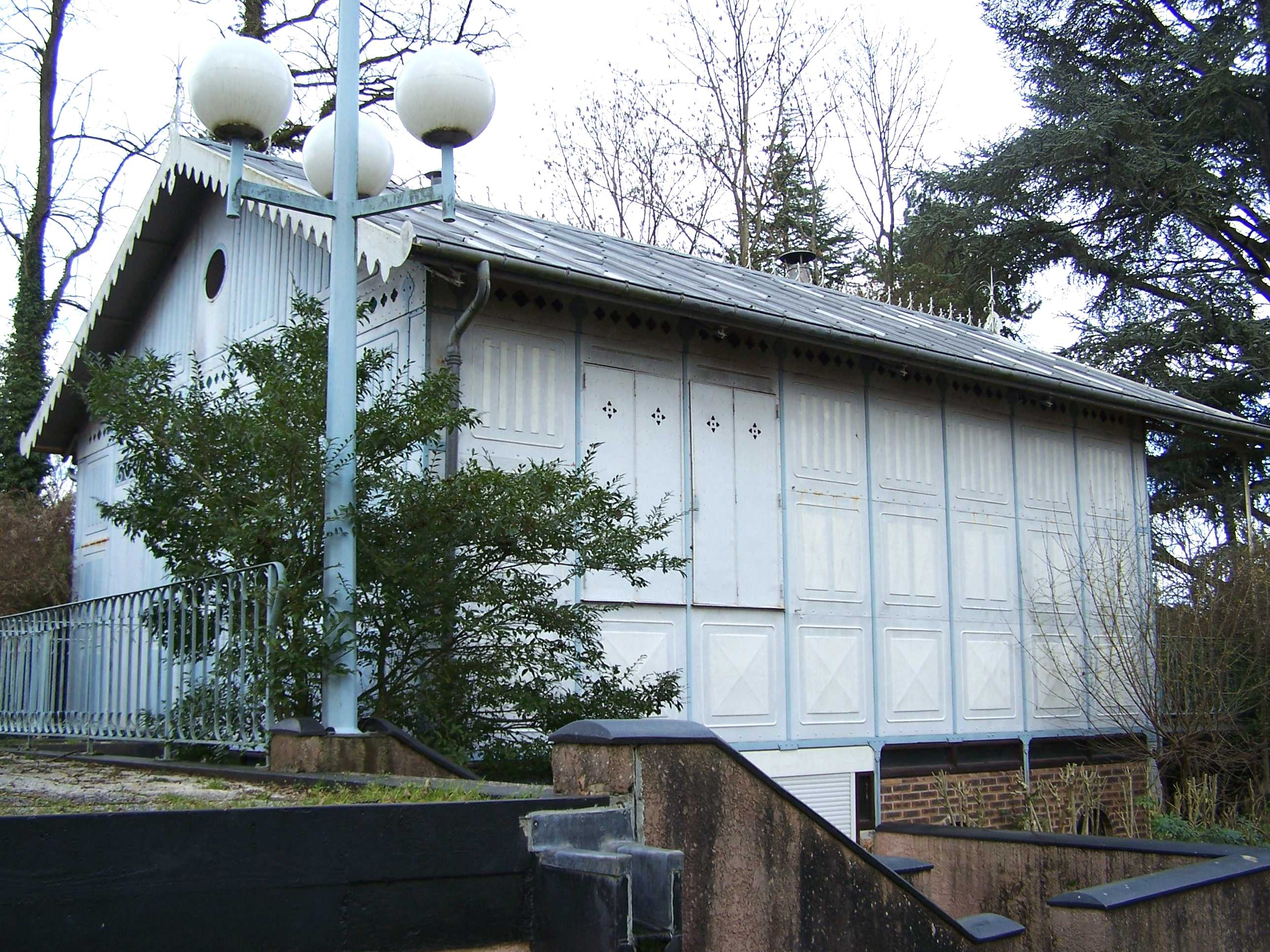
L'arrière